# Rafael Zuviría
Rafael Dalmacio Zuviría Rodríguez (Santa Fé, 10 januari 1951) is een Argentijns voormalig  voetballer die als verdediger speelde. 
Zuviría speelde van 1973 tot 1977 bij Racing de Santander. In 1977 werd hij gecontracteerd door FC Barcelona, waarmee de Argentijn in 1978 de Europa Cup II won. In 1983 verliet Zuviría FC Barcelona, waarna hij nog een seizoen bij RCD Mallorca speelde.  